# ギタリスト
ギタリスト（英: Guitarist）は、ギター演奏者の通称。ギタープレイヤーとも称される。

## 概要
音楽ジャンルによって役割は大きく異り、ロック、ポップ・ミュージック等では主にリードギター、リズムギターで構成され、伴奏とオブリガート、及び主旋律を担う。ブルースやボサノヴァ、カントリー・ミュージックやフォークソングでは、ボーカル兼任のギタリストも多く、歌とギターのみで構成される楽曲も多い。
レゲエ、ファンク、スカでは、伴奏に徹底することが多く、カッティングを延々と繰り返すことが多い。その他のラテン音楽やソウルミュージック、リズム・アンド・ブルース等も同様であるが、必ずしもギタリストの存在を要されていない。
ジャズにおいても、必ずしもギタリストの存在を要されていないが、ウェス・モンゴメリーやジョー・パス、グラント・グリーン等の名ジャズ・ギタリストと目されるギタリストは多く存在する。即興演奏を中心に構成されるビバップなどでは、ソロを演奏する時以外は、控えめなオブリガートでソロイストを引き立てる、または完全に休むことも多い。
フラメンコにおいては、歌、踊りの為の伴奏を担い、ピックを使わず指で激しくかき鳴らす独特の奏法を用いる。
その他のエレクトロニカやヒップホップ等のジャンルにおいてもギタリストとの接触は少なくなく、キーボーディストと共にジャンルを問わず参加を求められる存在となっている。

## ギャラリー

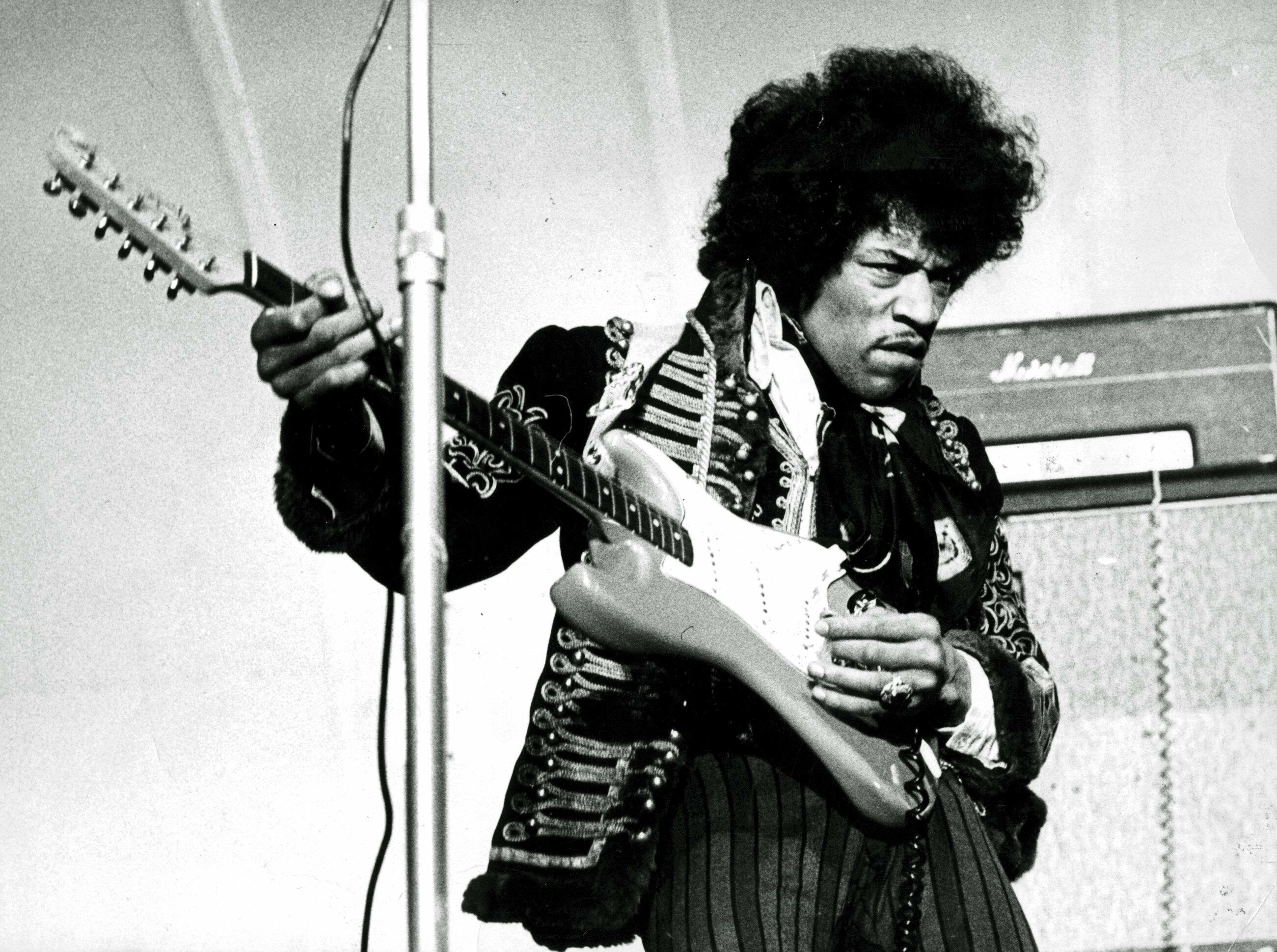
ロックギタリスト （ジミ・ヘンドリックス）
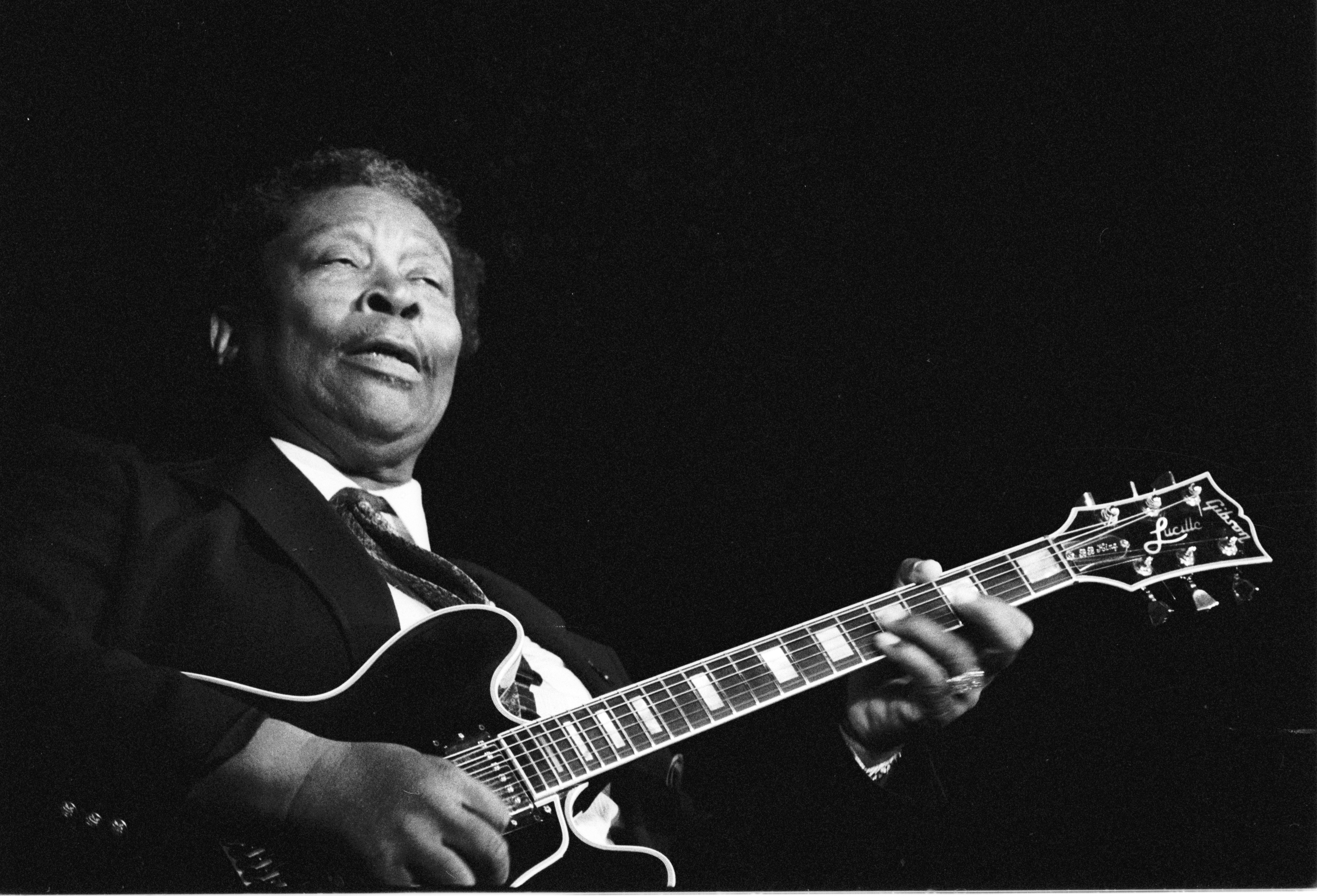
ブルースギタリスト （B.B.キング）
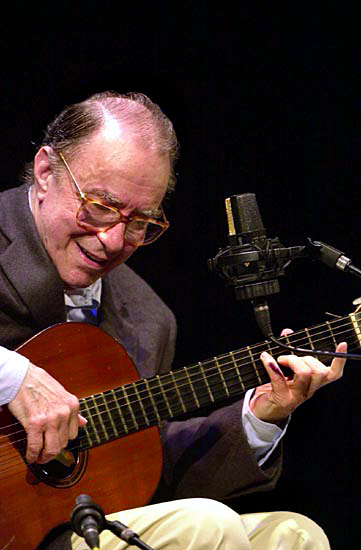
ボサノヴァギタリスト （ジョアン・ジルベルト）
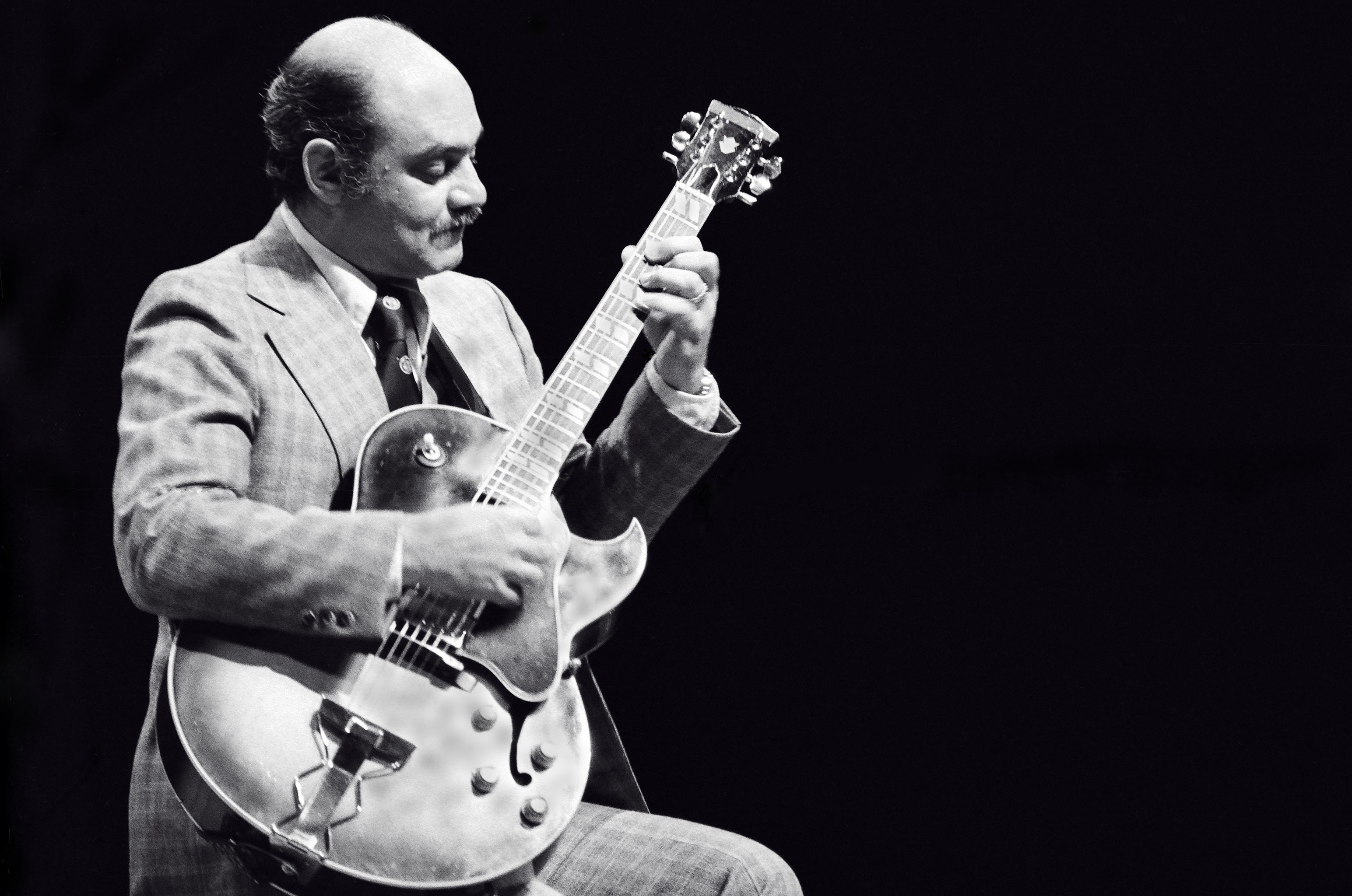
ジャズギタリスト （ジョー・パス）
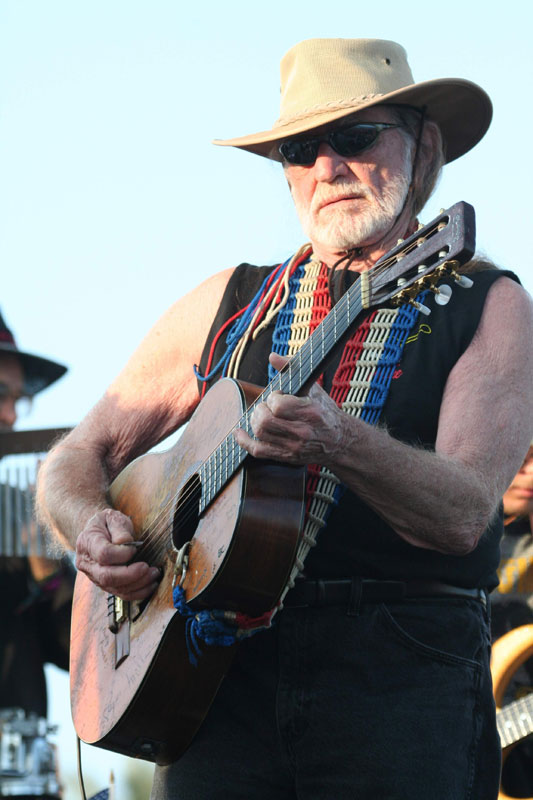
カントリーギタリスト （ウィリー・ネルソン）